# Jacob Isaacsz. van Swanenburg
Jacob Isaacsz. van Swanenburg (Leiden, 21 april 1571 - Utrecht of Leiden, 16 oktober 1638) was een Nederlands kunstschilder, die woonde en werkte in Leiden.

## Biografie
Van Swanenburg werd in 1571 geboren als zoon van de kunstschilder en latere burgemeester van Leiden, Isaac Claesz. van Swanenburg. Swanenburg werd door zijn vader opgeleid, evenals twee van zijn broers: Claes (1572-1652) werd schilder en Willem (1580-1612) werd graveur. De familie was Arminiaans van geloof en na 1618-1619 Remonstrants. Hij vertrok in 1591 naar Italië om zijn techniek te verbeteren. Hij werkte onder meer in Venetië (1591), Rome en Napels (rond 1598).
In Napels trouwde hij 28 november 1599 met de uit die plaats afkomstige Margarita Cordona. In 1608 kwam hij in conflict met de Inquisitie vanwege het door hem uitgestalde schilderij "de Heksendans". Hij kwam ervan af met een zware reprimande. In 1615 keerde hij terug naar Leiden, maar pas twee jaar later, in 1617, besloot hij om zijn vrouw en drie kinderen in Napels op te halen om zich 6 januari 1618 definitief in Leiden als schilder te vestigen. Zijn woning en atelier bevonden zich aan de Langebrug 89, waar hij ook zijn leerlingen ontving. Zijn beroemdste leerling was Rembrandt van Rijn, die vermoedelijk van 1621 tot 1623 bij hem in de leer was. Van Swaneburg schilderde zowel genrestukken als historische taferelen, religieuze voorstellingen en portretten. Er zijn elf werken aan hem toegeschreven en geen portret is meer van hem bekend. Werk van Van Swanenburgh bevindt zich in meerdere museale collecties onder meer in Nederland, Duitsland, Denemarken, Polen, Rusland.

## Afbeeldingen

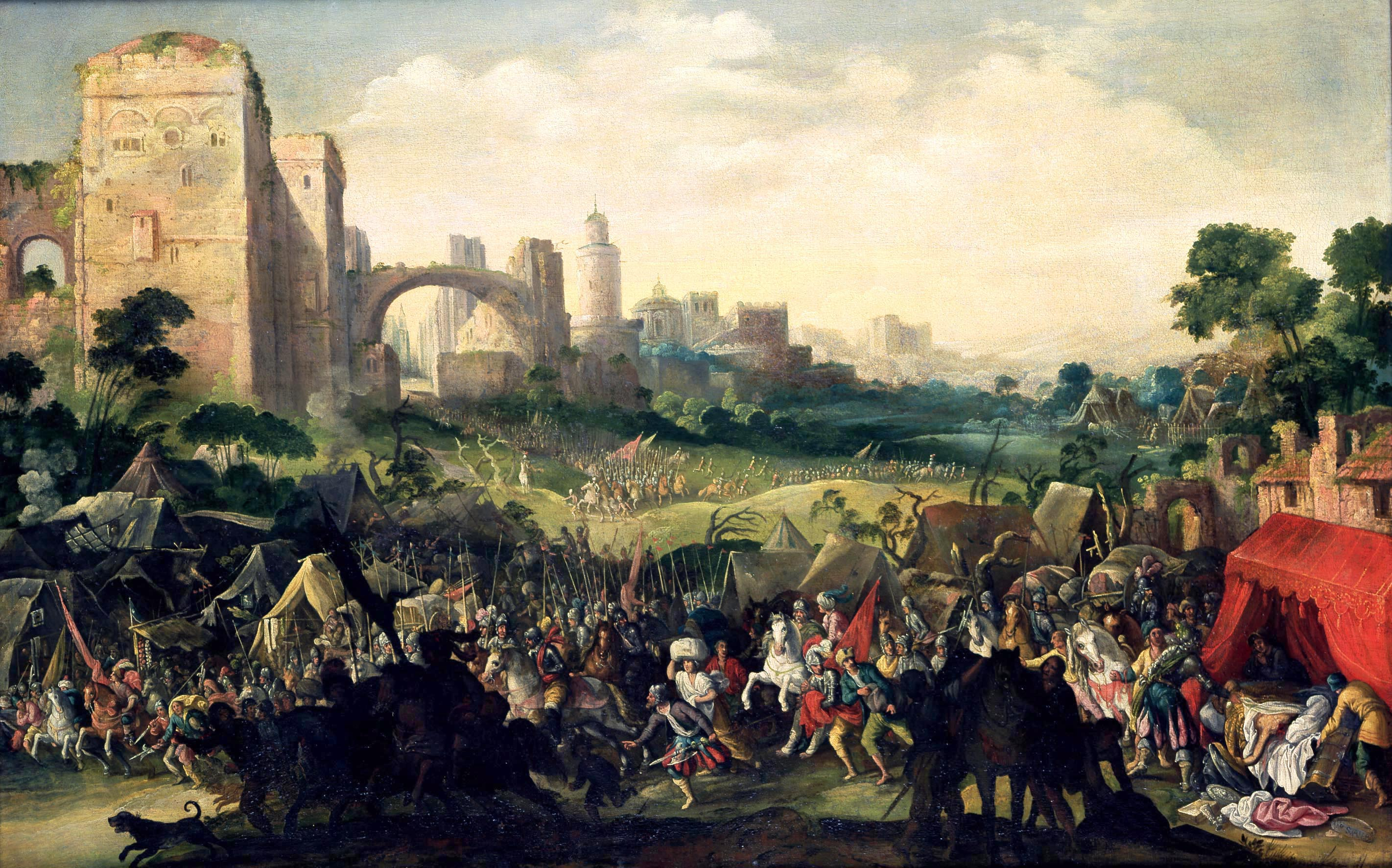
De belegering van Bethulia, met rechtsonder het onthoofde lichaam van Holofernes, ca. 1615, Museum de Lakenhal, Leiden
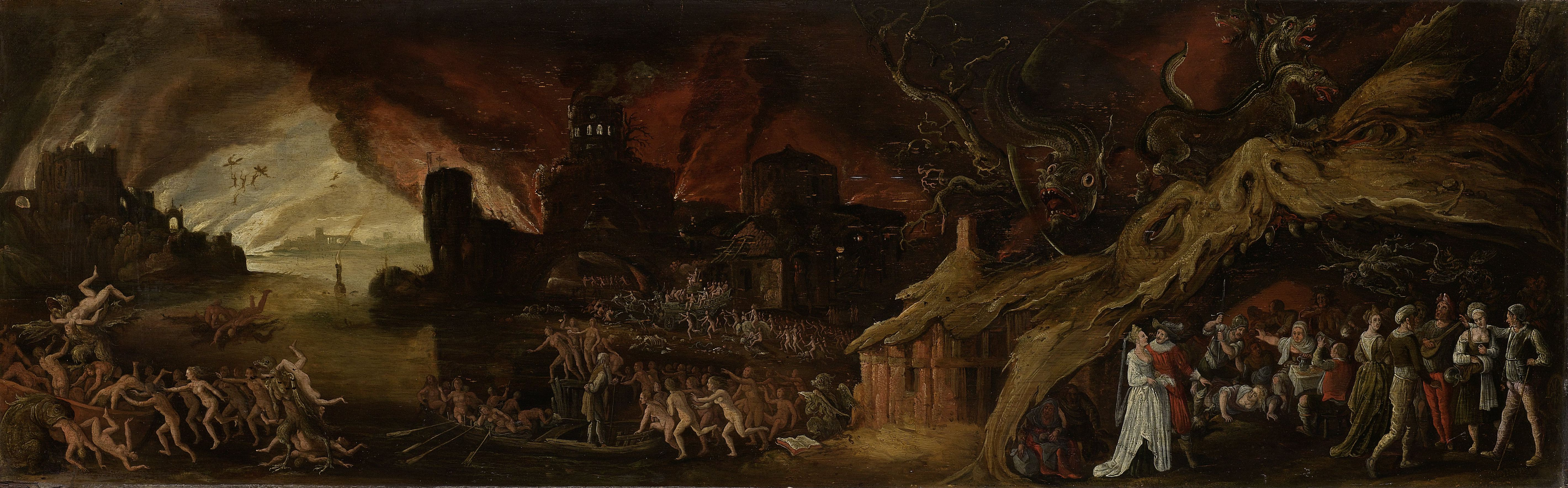
Het Laatste Oordeel en de Zeven Doodzonden, tussen 1600 en 1638, Rijksmuseum, Amsterdam
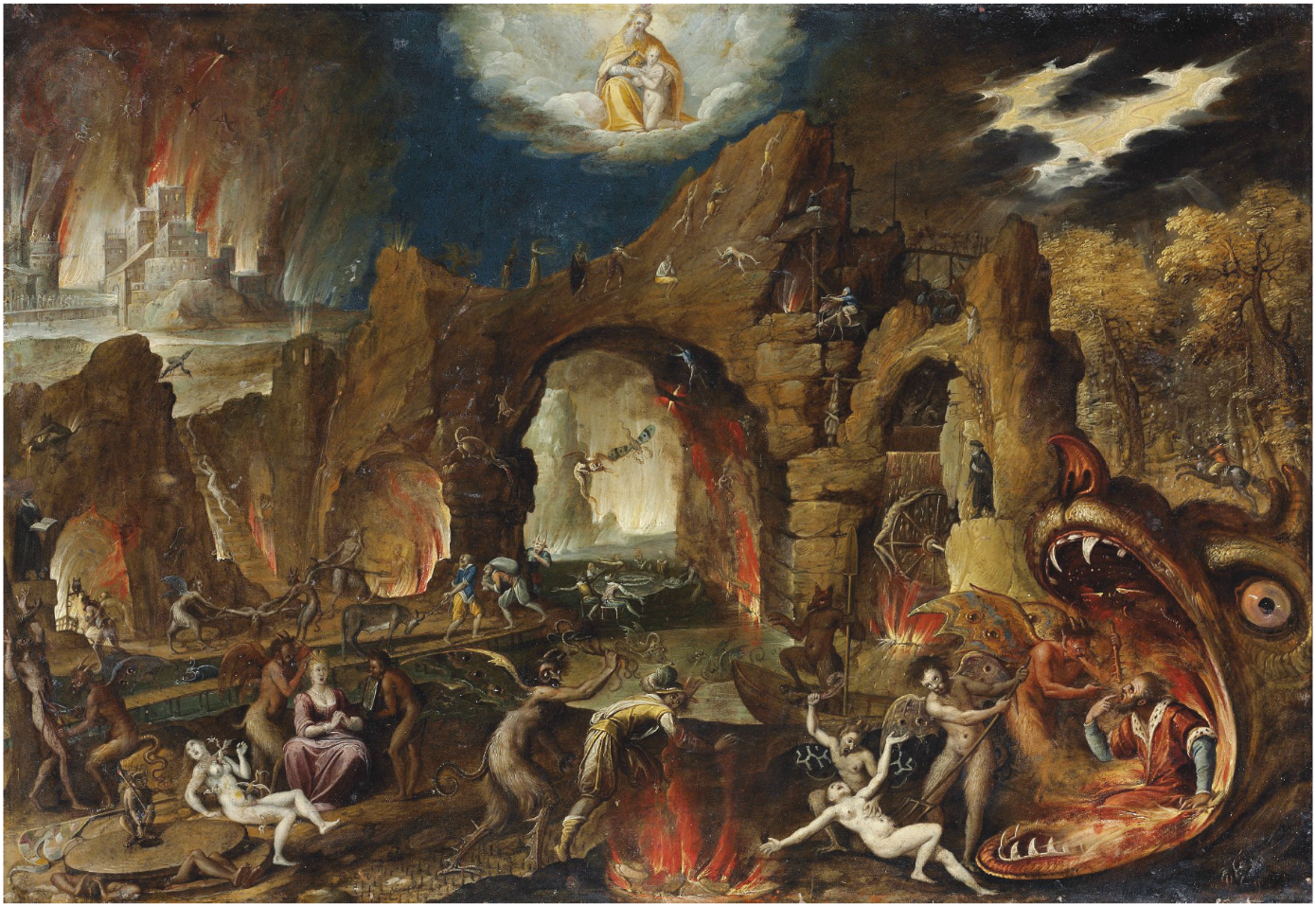
De verschrikkingen van de hel, tussen 1586 en 1638, Christie's, Londen
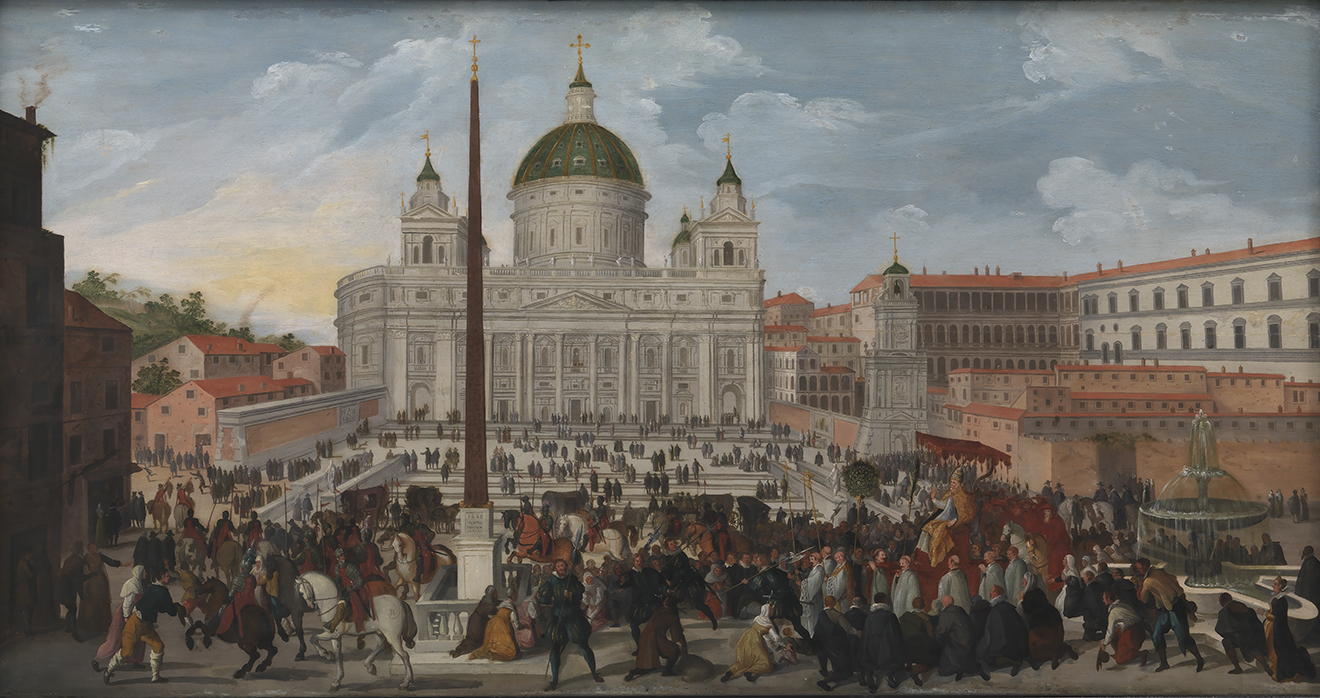
Een pauselijke processie op de Piazza San Pietro in Rome, 1629, Statens Museum for Kunst, Kopenhagen

- Biografisch Portaal: 53396897
- Gemeinsame Normdatei: 143382527
- International Standard Name Identifier: 0000 0001 0999 9920
- Nederlandse Thesaurus van Auteursnamen: 424151383
- RKD-Nederlands Instituut voor Kunstgeschiedenis: 76188
- SNAC: w61r7zqc
- Union List of Artist Names: 500007975
- Virtual International Authority File: 95729737
- WorldCat: E39PBJgHgQ7Y37qHCYPrdRTrbd